# Championnat d'Angleterre de rugby à XV 1995-1996
Navigation
Courage League
 1994-1995 Courage League 1996-1997
Le Championnat d'Angleterre de rugby à XV1995-1996, appelé Courage League1995-1996, oppose les dix meilleures équipes anglaises de rugby à XV. Au cours de la compétition, toutes les équipes s'affrontent en matchs aller et retour. L'équipe première du classement final est sacrée championne. Afin d'étendre la compétition à douze clubs, aucune n'est reléguée en seconde division à la fin de championnat.
Cette saison, les Saracens accèdent à l'élite et remplacent les Northampton Saints relégués en Courage Clubs Championship. Le club de Bath Rugby remporte son sixième titre en neuf éditions et assoit un peu plus sa domination sur l'épreuve depuis sa création. Malgré une saison catastrophique avec dix-huit défaites en autant de matchs, West Hartlepool garde sa place en première division.

## Liste des équipes en compétition
La compétition oppose pour la saison 1995-1996 les dix meilleures équipes anglaises de rugby à XV :
| - Bath Rugby - Bristol Rugby - Gloucester RFC | - Harlequins - Leicester Tigers - Orrell - Sale Sharks | - Saracens - Wasps - West Hartlepool |

## Classement de la phase régulière
| Rang | Club                 | J  | V  | N | D  | Pm  | Pe  | Diff | Pts |
| ---- | -------------------- | -- | -- | - | -- | --- | --- | ---- | --- |
| 1    | Bath Rugby           | 18 | 15 | 1 | 2  | 575 | 276 | +299 | 31  |
| 2    | Leicester Tigers (T) | 18 | 15 | 0 | 3  | 476 | 242 | +234 | 30  |
| 3    | Harlequins           | 18 | 13 | 0 | 5  | 524 | 314 | +210 | 26  |
| 4    | Wasps                | 18 | 11 | 0 | 7  | 439 | 322 | +117 | 22  |
| 5    | Sale Sharks          | 18 | 9  | 1 | 8  | 365 | 371 | -6   | 19  |
| 6    | Bristol Bears        | 18 | 8  | 0 | 10 | 329 | 421 | -92  | 16  |
| 7    | Orrell RUFC          | 18 | 7  | 0 | 11 | 323 | 477 | -154 | 14  |
| 8    | Gloucester RFC       | 18 | 6  | 0 | 12 | 275 | 370 | -95  | 12  |
| 9    | Saracens (P)         | 18 | 5  | 0 | 13 | 284 | 451 | -167 | 10  |
| 10   | West Hartlepool      | 18 | 0  | 0 | 18 | 288 | 634 | -346 | 0   |

|  | Champion d'Angleterre et qualifié pour la Coupe d'Europe 1996-1997 (no 1). |
|  | Qualifiés pour la Coupe d'Europe 1996-1997 (no 2, no 3, no 4).             |
|  | T : Tenant du titre 1995 • P : Promu 1995                                  |

Attribution des points: victoire sur tapis vert : 2, victoire : 2, match nul : 1, défaite : 0, forfait : -2.
Règles de classement: ??????

## Résultats des rencontres
L'équipe qui reçoit est indiquée dans la colonne de gauche.
| Clubs            | BAT   | BRI   | GLO   | HAR   | LEI   | ORR   | SAL   | SAR   | WAS   | WHA   |
| ---------------- | ----- | ----- | ----- | ----- | ----- | ----- | ----- | ----- | ----- | ----- |
| Bath Rugby       |       | 52-19 | 37-11 | 41-15 | 14-15 | 55-20 | 38-38 | 52-16 | 36-12 | 34-22 |
| Bristol Rugby    | 5-43  |       | 22-16 | 25-31 | 29-43 | 33-14 | 30-6  | 21-7  | 9-17  | 12-3  |
| Gloucester RFC   | 16-10 | 18-14 |       | 13-24 | 14-27 | 27-0  | 17-22 | 17-10 | 15-26 | 17-16 |
| Harlequins       | 13-19 | 28-3  | 33-19 |       | 25-29 | 21-25 | 55-0  | 23-15 | 29-20 | 34-18 |
| Leicester Tigers | 9-14  | 43-6  | 28-6  | 19-21 |       | 22-3  | 32-10 | 31-3  | 15-12 | 48-15 |
| Orrell           | 11-44 | 26-29 | 21-3  | 9-23  | 10-38 |       | 12-6  | 38-13 | 32-29 | 20-10 |
| Sale Sharks      | 18-30 | 15-6  | 21-13 | 9-23  | 12-16 | 39-13 |       | 18-15 | 18-25 | 44-13 |
| Saracens         | 15-21 | 11-24 | 19-16 | 6-13  | 25-21 | 12-9  | 9-24  |       | 20-24 | 31-30 |
| Wasps            | 6-15  | 33-5  | 21-10 | 3-34  | 11-21 | 51-16 | 25-16 | 38-16 |       | 52-12 |
| West Hartlepool  | 15-20 | 15-37 | 19-27 | 21-91 | 12-19 | 22-44 | 11-29 | 31-4  | 3-34  |       |

|  | Victoire à domicile |  | Match nul |  | Défaite à domicile |